# Taekwondo
Taekwondo (hangul: 태권도; hancha: 跆拳道, [tʰɛ.kwʌn.do]) – narodowy sport i tradycyjna sztuka walki Korei. Początkowo zostało stworzone do celów militarnych, następnie zostało zaadaptowane do użytku cywilnego, jego twórcą jest gen. Choi Hong-hi. Obecnie jest jedną z pełnoprawnych dyscyplin olimpijskich.

## Nazwa

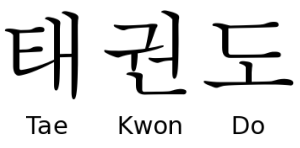
Taekwondo w zapisie hangul

Nazwa taekwondo składa się z trzech fonetycznych elementów koreańskiej wymowy (hangul) wywodzących się z trzech znaków chińskich (hancha):
- tae (태 / 跆) oznaczającego stopę, uderzenie stopą lub system technik wykonywanych nogą ;
- kwon (권 / 拳) oznaczającego pięść, uderzenie pięścią lub system technik wykonywanych pięścią;
- do (도 / 道) oznaczającego sztukę, drogę lub metodę wyrażającą osiągnięcie pewnego stanu intuicji w zachowaniu, wynikającej z doświadczenia umysłu i ciała[2][3].

Dwa pierwsze znaki tae i kwon dotyczą funkcjonalnego i morfologicznego aspektu taekwondo, do nadaje im głębsze znaczenie i sens jako sportowi wywodzącemu się z bojowej sztuki walki.
Taekwondo jest więc sztuką walki za pomocą nóg i rąk, jest też dyscypliną sportową angażującą całe ciało z użyciem obu rąk i obu nóg w ćwiczeniu technik samoobrony oraz walki sportowej, ukierunkowanych również na poprawę kondycji.
Nazwę taekwondo przyjęto 11 kwietnia 1955 r., na spotkaniu większości koreańskich mistrzów sztuk walki, które odbyło się w celu połączenia i skodyfikowania wielu zróżnicowanych stylów (takich jak kwonbop, subak, taekkyeon i tangsudo).

## Historia
Goguryeo
     Silla
     Baekje

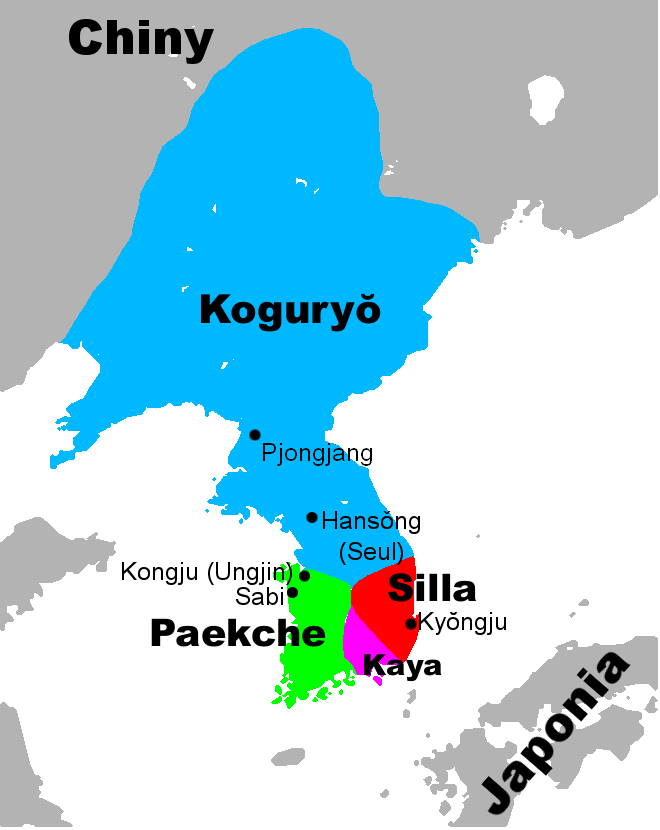
Korea w Epoce Trzech Królestw.
Goguryeo
Silla
Baekje

Swoje pierwotne korzenie taekwondo opiera na tradycyjnych koreańskich sztukach walki, a jego historia jest związana z historią Korei.
W okresie 676 r. p.n.e. – 57 r. p.n.e. Półwysep Koreański podzielony był pomiędzy trzema dynastiami tworzącymi trzy odrębne królestwa: Goguryeo, Silla i Baekje.

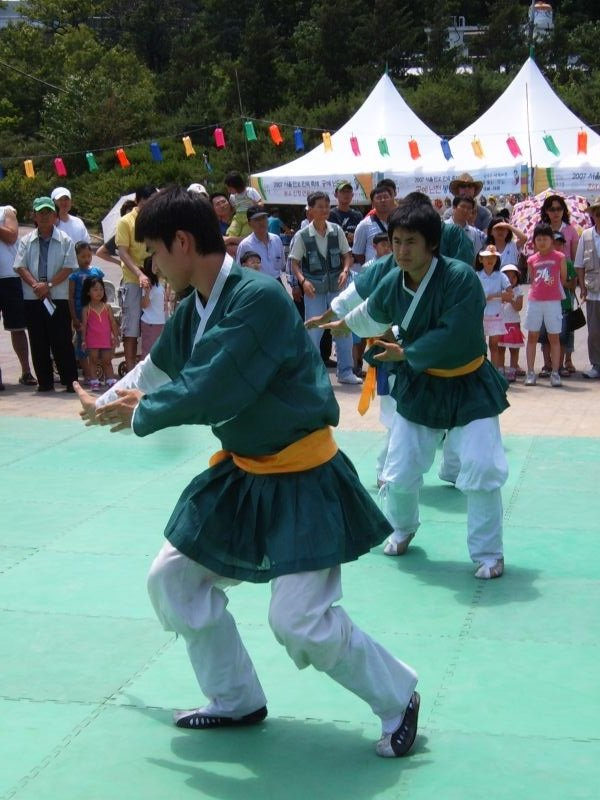
Pokaz taekkyeon, Hi! Seoul Festival 2007

Istnieją przekazy historyczne świadczące, że już za czasów państwa Goguryeo istniał prosty system walki. W 1935 japońska ekspedycja archeologiczna odkryła królewskie grobowce Muyong-chong oraz Kakchu-chong w Tungku, prowincja Hwando (Wandu) w Mandżurii. W obu grobowcach zauważono na sufitach freski przedstawiające stojących mężczyzn, którzy najprawdopodobniej ćwiczą taekkyeon, sztukę będącą pierwowzorem taekwondo.

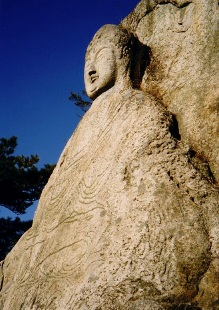
Relief Buddy z VII w., okolice Gyeongju

Dowodem wiedzy o sztukach walki w Silla są natomiast dwa buddyjskie reliefy wykute w kamieniu, znajdujące się w grocie Sokkuram na terenie świątyni Pulguksa w Gyeongju. Wyrzeźbione na płaskorzeźbach postacie stoją w pozycjach obronnych wykonując blok kumgang-maki, ćwiczony do dziś w taekwondo. Ówczesne państwo Silla było znane z rycerzy Hwarang, którzy nauczeni byli wiary buddyjskiej, zasad kultury i dobrego wychowania oraz sztuki wojennej obejmującej jazdę konną, łucznictwo (kiundo), szermierkę (gum do), zapasy (sirum) oraz walkę wręcz. Nie można jednoznacznie stwierdzić jakie systemy walki były ćwiczone przez rycerzy Hwarang. Były to prawdopodobnie taekkyeon oraz powstały w Baekje subak.
Od tamtego czasu zarówno taekyen, jak i sudok, w mniejszym lub większym stopniu, uczestniczyły w życiu kulturowym oraz koreańskich strukturach militarnych. W 1919 wraz z rozpoczęciem okupacji Korei przez wojska japońskie rozwiązano armię koreańską, a uprawiania sztuk walki było karane długoletnim więzieniem lub śmiercią. Obie sztuki walki musiały być uprawiane i kultywowane w konspiracji lub poza granicami Korei.
Po odzyskaniu niepodległości w 1945 Koreańczycy ponownie mogli kultywować tradycje swoich przodków, a w tym jawnie uprawiać sztuki walki. 36 lat okupacji sprawiło, że style taekkyeon i subak zostały rozbite na wiele odmian, a każdy z mistrzów założycieli uważał, że jego system jest najlepszy.
Poza taekkyeon oraz subak (soobak) wpływa na kształt obecnych technik taekwondo miały także kwonbop, tangsudo oraz kongsudo.
Powstanie i rozwój Taekwon-do są ściśle związane z życiem i działalnością jednej osoby – Generała Choi Hong-hi. Urodził się on 9 listopada 1918 r. w Hwadae w Korei. W wieku 12 lat rozpoczął naukę koreańskiej sztuki walki Taekkyeon u jednego z najznamienitszych mistrzów Han Il Dong i kontynuował ją przez 7 lat. Jako dziewiętnastolatek wyjechał do Kioto w Japonii w celu kontynuowania nauki początkowo w szkole średniej, a następnie na uniwersytecie. Równocześnie rozpoczął studiowanie japońskiego karate. Wraz z wybuchem II wojny światowej został wcielony do armii japońskiej i wysłany na placówkę do Korei. Po przyjeździe zorganizował ruch niepodległościowy, za co został skazany na 7 lat więzienia. W więzieniu dla zabicia nudy i utrzymania sprawności fizycznej samotnie ćwiczył w celi. W tym czasie, aż do momentu odzyskania niepodległości doskonalił swe umiejętności w sztuce walki wręcz. Po wyzwoleniu w sierpniu 1945 r. został wcielony do armii koreańskiej, gdzie zaczął robić karierę wojskową i jednocześnie nauczać sztuki walki. Już w 1951 roku został generałem brygady, a rok później szefem sztabu.
W 1953 roku wydał swoją pierwszą książkę na temat służby wywiadowczej. W 1954 roku po raz pierwszy techniki Tae Kyon i japońskiego Karate przekształcił w nowy styl walki oparty na zupełnie innych założeniach. Wykorzystując pozycję społeczną powołał zespół ekspertów, z pomocą których sprawdzał słuszność założeń pod względem skuteczności, biomechaniki, anatomii i fizjologii. W 1955 r. opracowaną przez siebie sztukę walki nazwał Taekwon-do. Doprowadził do wcielenia Taekwon-do jako obowiązkowego szkolenia w armii koreańskiej, szkołach średnich i wyższych, a najlepszych instruktorów wysłał do zaprzyjaźnionych państw. Przemyślana polityka rozwoju dyscypliny oraz uznanie jej za sport narodowy Korei przez władze państwa i co za tym idzie, znaczne nakłady finansowe na jej rozwój i promocję spowodowała, że w krótkim czasie Taekwon-do było uprawiane przez kilka milionów adeptów.

## Organizacje
W 1959 roku Generał Choi zorganizował specjalną grupę pokazową składającą się z najlepszych posiadaczy czarnych pasów (stopni mistrzowskich), z którymi odbył podróż po krajach Dalekiego Wschodu, która odniosła sukces. W odwiedzonych krajach powstały szkoły i kluby Taekwon-do, a instruktorami zostali Koreańczycy z tak zwanej pierwszej linii. W tym samym roku powstał Koreański Związek Taekwon-do, a jego pierwszym prezydentem został gen. Choi Hong-hi. Już 22 marca 1966 r. dzięki przemyślanej i konstruktywnej polityce generała została utworzona Międzynarodowa Federacja Taekwon-do (International Taekwon-do Federation), a jej członkami założycielami były związki narodowe następujących państw:Wietnamu, Malezji, Singapuru, Federalnej Republiki Niemiec, Stanów Zjednoczonych, Turcji, Włoch, Egiptu i Korei.
W 1972 r. siedziba Międzynarodowej Federacji Taekwon-do została przeniesiona do Toronto w Kanadzie za jednomyślną zgodą związków członkowskich, tym samym ITF stracił poparcie rządu koreańskiego i wzbudził jego niezadowolenie. W wyniku utraty kontroli przez Koreę nad ITF-em został zreorganizowany Koreański Związek Taekwon-do i przemianowany na Światową Federację Taekwon-do (World Taekwon-do Federation). Opierając się w pracy szkoleniowej na egzystujących dotąd w cieniu Taekwon-do przedstawicielach odmian karate, zmieniono regulaminy sportowe, nazewnictwo, układy formalne powracając do odrzuconych przez ITF wzorców. Prezydentem nowej organizacji została osobistość związana z kolejnymi rządami Korei Południowej, multimilioner Kim Un-yong.
W 2002, wyniku sporów spadkowych powstałych po śmierci gen. Choi Hong-hi, ITF podzielił się na trzy odrębne organizacje o jednakowych nazwach.
Największymi organizacjami taekwondo o zasięgu światowym są:
- International Taekwon-Do Federation (ITF), pol. Międzynarodowa Federacja Taekwon-Do
- World Taekwondo Federation (WTF), pol. Światowa Federacja Taekwondo

Istnieje też szereg mniejszych, prywatnych zrzeszeń i federacji międzynarodowych, które powstały na kanwie dynamicznego wzrostu taekwondo WTF i ITF na świecie, np.:
- American Taekwondo Association (ATA)
- DUK Moo Kwan Taekwondo
- Global Taekwondo Federation (GTF)
- International Ch’ang Hon Taekwon-Do Federation (ICTF)
- Songham Taekwondo Federation (STF)
- Taekwon-do Association of Great Britain (TAGB)
- Taekwon-do International (TI)
- Unified International Taekwon-Do Federation (UITF)
- World Traditional Taekwondo Union (WTTU)
- American Chungdokwan Taekwondo Association (ACTA)

### International Taekwon-do Federation (ITF)
Organizacja założona 22 marca 1966 r., w Polsce reprezentowana przez Polski Związek Taekwon-Do (PZT), Ogólnopolską Organizację Taekwon-do ITF (OOTKD) oraz przez Polskie Zrzeszenie Taekwon-do ITF Poland Taekwon-do ITF Choi Jung Hwa (PZTkd ITF).
Tuż przed śmiercią gen. Choi Hong-hi, jego syn Choi Jung-hwa, odchodzi z organizacji ojca i zakłada swoją, o identycznej nazwie. Zaraz po śmierci gen. Choi Hong-hi następuje kolejny rozłam spowodowany dyskusjami dotyczących osoby nowego prezydenta i kierunków działania, który powoduje powstaniem kolejnej federacji. Ostatecznie istnieją 3 organizacje używające tej samej nazwy:
- ITF z siedzibą w Austrii, tzw. federacja „północnokoreańska”, z prezydentem Chang Ung wyznaczonym przez gen. Choi Hong-hi, z którą współpracuje z Ogólnopolska Organizacja Taekwon-do ITF;
- ITF z siedzibą również w Austrii, tzw. federacja „wiedeńska”, z prezydentem Paulem Weilerem, z którą współpracuje Polski Związek Taekwon-Do;
- ITF z siedzibą w Kanadzie, tzw. federacja „kanadyjska”, z prezydentem Choi Jung-hwa, synem twórcy Taekwon-do (gen. Choi Hong-hi), z którym współpracuje Polskie Zrzeszenie Taekwon-do ITF Poland Taekwon-do ITF Choi Jung Hwa.

Każda z powyższych trzech organizacji prowadzi własny system rozgrywek sportowych, organizuje swoje mistrzostwa Europy i świata.
Wyrokiem Sądu w Wiedniu z 27 października 2005 r. potwierdzono, że legalnie działającymi władzami International Taekwon-Do Federation są: prezydent – Trân Trieu Quân, zastępca prezydenta – Pablo Trajtenberg, sekretarz – Thomas MacCallum, skarbnik – Wim Bos. Tym samym, sąd uznał przewodnictwo Chang Unga za niezgodne z prawem. Wyrok ten jednak został później uznany za błędny. Wkrótce potem na stronie ITF „północnokoreańskiego” ukazał się dokument z przesłuchania sądowego 16 stycznia 2006, w którym wskazano na błędy związane z wydaniem wyżej przytoczonej decyzji. Należy się spodziewać dalszych rozstrzygnięć prawnych w bliskiej przyszłości.
28 stycznia 2011 r. sąd w Wiedniu wydał wyrok prostujący, według którego prof. dr hab. Chang Ung jest prawnym prezydentem International Taekwon-do Federation. Obsadzenie przez niego stanowiska w 2002 r. odbyło się zgodnie z prawem przez tzw. kooptację (uzupełnienie składu zarządu). Kosztami procesu w wysokości 106 365,74 Euro obciążono Niemiecki Związek Taekwondo jako reprezentanta „ITF-u Wiedeńskiego”. Wyrok podlega zaskarżeniu w sądzie wyższej instancji.
11 czerwca 2014 roku w Gand Hotelu w Wiedniu spotkali się Wielki Mistrz Trajtenberg i dr Chang Ung, reprezentujący zwaśnione ITFy. Celem spotkania na najwyższym szczeblu było podpisanie porozumienia o zaniechaniu wszelkich działań prawnych, procesów sadowych teraz i w przyszłości. Oraz zadeklarowano o powstrzymaniu się od wszelkich działań, które szkodziłyby jednej czy drugiej organizacji. Powyższa deklaracja zakończyła spór, trwający od 2003 roku. Spór należy rozumieć jako procesy sądowe, które miały na celu stwierdzić, kto jest prawnym spadkobiercą i historycznym kontynuatorem ITF-u stworzonego przez Generała Choi Hong-hi w 1966 roku.

### World Taekwondo (WT)
Organizacja założona 28 maja 1973, w Polsce reprezentowana przez Polski Związek Taekwondo Olimpijskiego. Federacja zajmuje się ogólnoświatową promocją taekwondo jako dyscypliny olimpijskiej.

### Inne międzynarodowe zrzeszenia i federacje taekwondo
Global Taekwondo Federation (GTF) – organizacja będąca odłamem ITF, założona w roku 1990 przez Park Jung Tae pod nazwą United International Taekwon-do Federation (UITF), w Polsce reprezentowana przez Polską Unię Taekwondo (PUT). PUT jest również zrzeszone w Taekwondo International (TI) – międzynarodowej federacji powstałej w 1991 w Wielkiej Brytanii.

## Stopnie

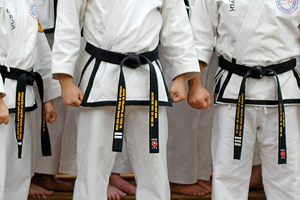
Posiadacze 1. 2. i 3. dan w Rhee Tae Kwon-Do

Stopień zaawansowania oraz umiejętności zawodnika taekwondo odzwierciedla noszony przez niego pas. Wyróżnia się 10 stopni uczniowskich (geup 급, zlatynizowany jako gup lub kup) oraz 10 stopni mistrzowskich (dan 단) (w ITF – do 9), gdzie 10 kup jest stopniem najniższym, a 10 dan jest stopniem najwyższym.
Stopnie dan są zwyczajowo przedstawiane belkami w postaci cyfr rzymskich naszytych na czarnym pasie.
W taekwondo WTF stopnie do 9. dan uzyskiwane są w wyniku egzaminu, jedynie stopień 10. dan jest nadawany za zasługi. W WTF istnieją również cztery stopnie pum 품 (zlatynizowane jako poom) – tzw. „młodzieżowe” odpowiednik stopni mistrzowskich dla dzieci. Stopnie 1.-3. poom przyznawane są ćwiczącym poniżej 15 roku życia, natomiast czwarty poom – poniżej 18 roku życia.
| Stopień       | Pas | Uwagi i symbolika |
| ------------- | --- | --- |
| 10. kup       |     | Pas biały noszony przez początkujących, oznacza czystość i otwartość na wiedzę. Tak jak czysta kartka na której zaczynają się pojawiać umiejętności zawodnika. |
| 9. kup        |     | Pas biały noszony przez początkujących, oznacza czystość i otwartość na wiedzę. Tak jak czysta kartka na której zaczynają się pojawiać umiejętności zawodnika. |
| 8. kup        |     | Pas żółty symbolizuje nasionko które zostało zasiane w adepcie Taekwondo lub piasek, jak wiadomo piasek nie jest bardzo stabilny i pewny, tak jak umiejętności zawodnika.                                                                                                |
| 7. kup        |     | Pas żółty symbolizuje nasionko które zostało zasiane w adepcie Taekwondo lub piasek, jak wiadomo piasek nie jest bardzo stabilny i pewny, tak jak umiejętności zawodnika.                                                                                                |
| 6. kup        |     | Pas zielony oznacza roślinę, która pnie się w górę i wypuszcza swoje pędy. |
| 5. kup        |     | Pas zielony oznacza roślinę, która pnie się w górę i wypuszcza swoje pędy. |
| 4. kup        |     | Pas niebieski symbolizuje niebo, w którego kierunku pnie się roślina. |
| 3. kup        |     | Pas niebieski symbolizuje niebo, w którego kierunku pnie się roślina. |
| 2. kup        |     | Pas czerwony (dawniej brązowy) ostrzega potencjalnych przeciwników przed umiejętnościami adepta, których użycie w walce może być dla nich niebezpieczne, w przyrodzie kolor czerwony jest kolorem ostrzegawczym. Symbolizuje on bardzo wysokie umiejętności przeciwnika. |
| 1. kup        |     | Pas czerwony (dawniej brązowy) ostrzega potencjalnych przeciwników przed umiejętnościami adepta, których użycie w walce może być dla nich niebezpieczne, w przyrodzie kolor czerwony jest kolorem ostrzegawczym. Symbolizuje on bardzo wysokie umiejętności przeciwnika. |
| 1. do 4. poom |     | Pas czarny łączy wszystkie kolory i dlatego jest kolorem mistrzów. Jest przeciwieństwem białego, co oznacza wysoki poziom wyszkolenia i wiedzy w taekwondo. Symbolizuje także brak czułości na strach oraz ciemne moce.                                                  |
| 1. do 9 dan   |     | Pas czarny łączy wszystkie kolory i dlatego jest kolorem mistrzów. Jest przeciwieństwem białego, co oznacza wysoki poziom wyszkolenia i wiedzy w taekwondo. Symbolizuje także brak czułości na strach oraz ciemne moce.                                                  |

## Struktura taekwondo

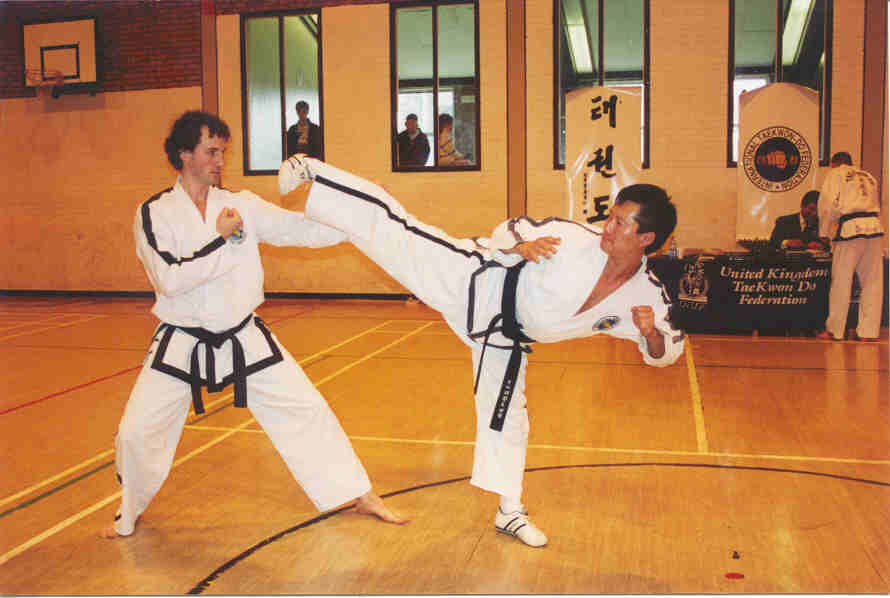
Pokaz technik nożnych

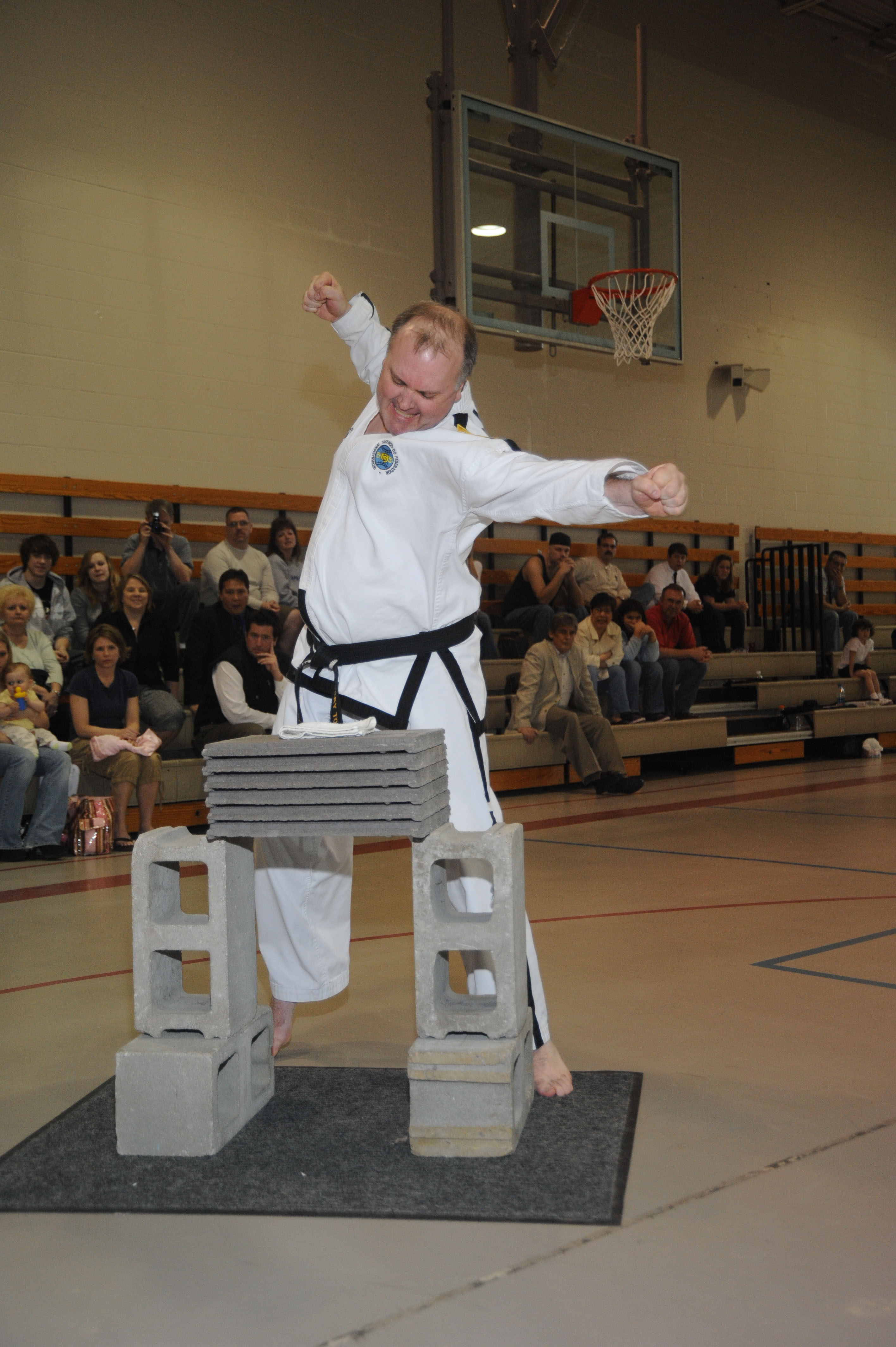
Pokaz rozbić

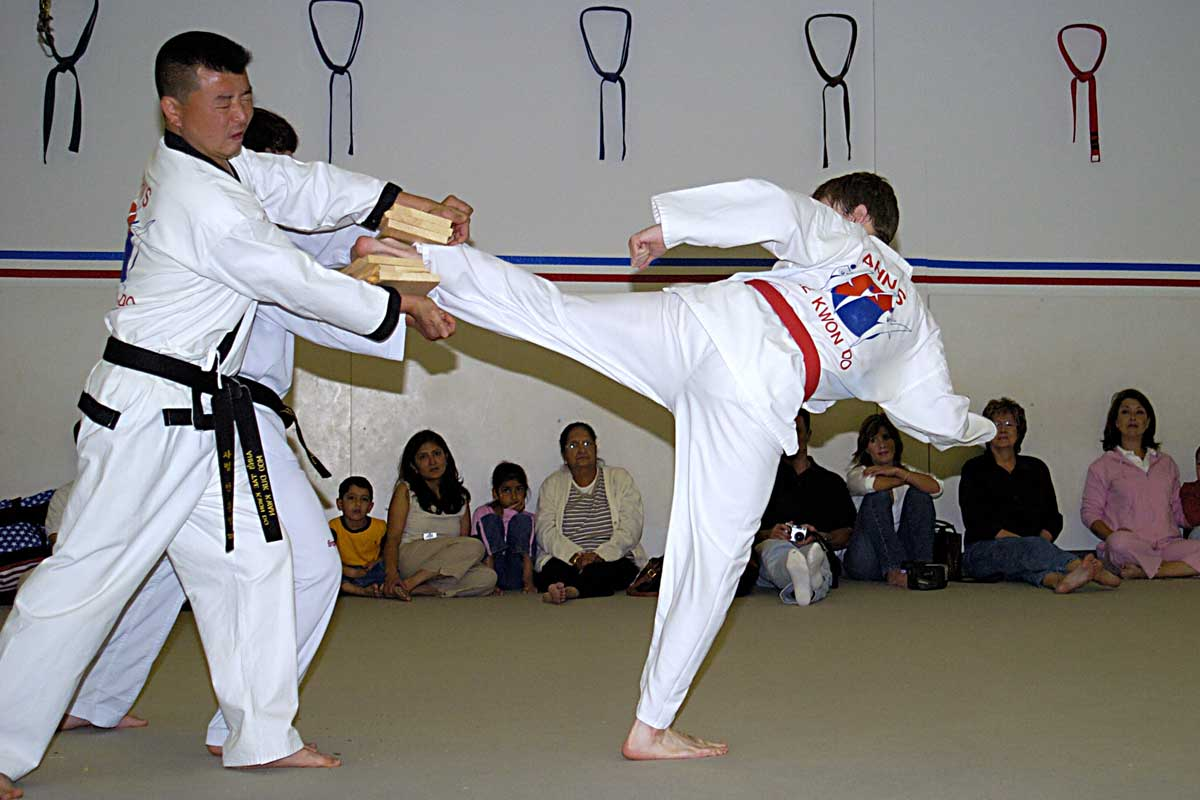
Pokaz rozbić

Podstawową strukturę taekwondo, jako systemu walki, można podzielić na:
- ćwiczenia (układy) formalne (poomse w WTF lub tul w ITF)
- walka (kyorugi)
- techniki samoobrony (hosinsul)
- techniki rozbić twardych przedmiotów (kyokpa)[2][10]

Elementem łączącym cztery powyższe składowe jest technika.

## Układy formalne
Podstawę taekwondo stanowią: system założeń filozoficzno-moralnych, techniki podstawowe (przede wszystkim nożne), ściśle określone układy formalne – w organizacji WTF jest 17 (+ 8 starszych, nieuznawanych obecnie za oficjalne) układów zwanych poomse (lub poomsae), w ITF 24 układy zwane tul, w GTF ćwiczy się układy z ITF, jak również układy specyficzne dla GTF – łącznie 30 układów. Współzawodnictwo sportowe obejmuje przede wszystkim walkę i układy formalne. Rozgrywa się również inne konkurencje, np. w federacji ITF są to techniki specjalne i testy siły, a w WTF konkurencje sprawnościowe.

### Układy formalne WT

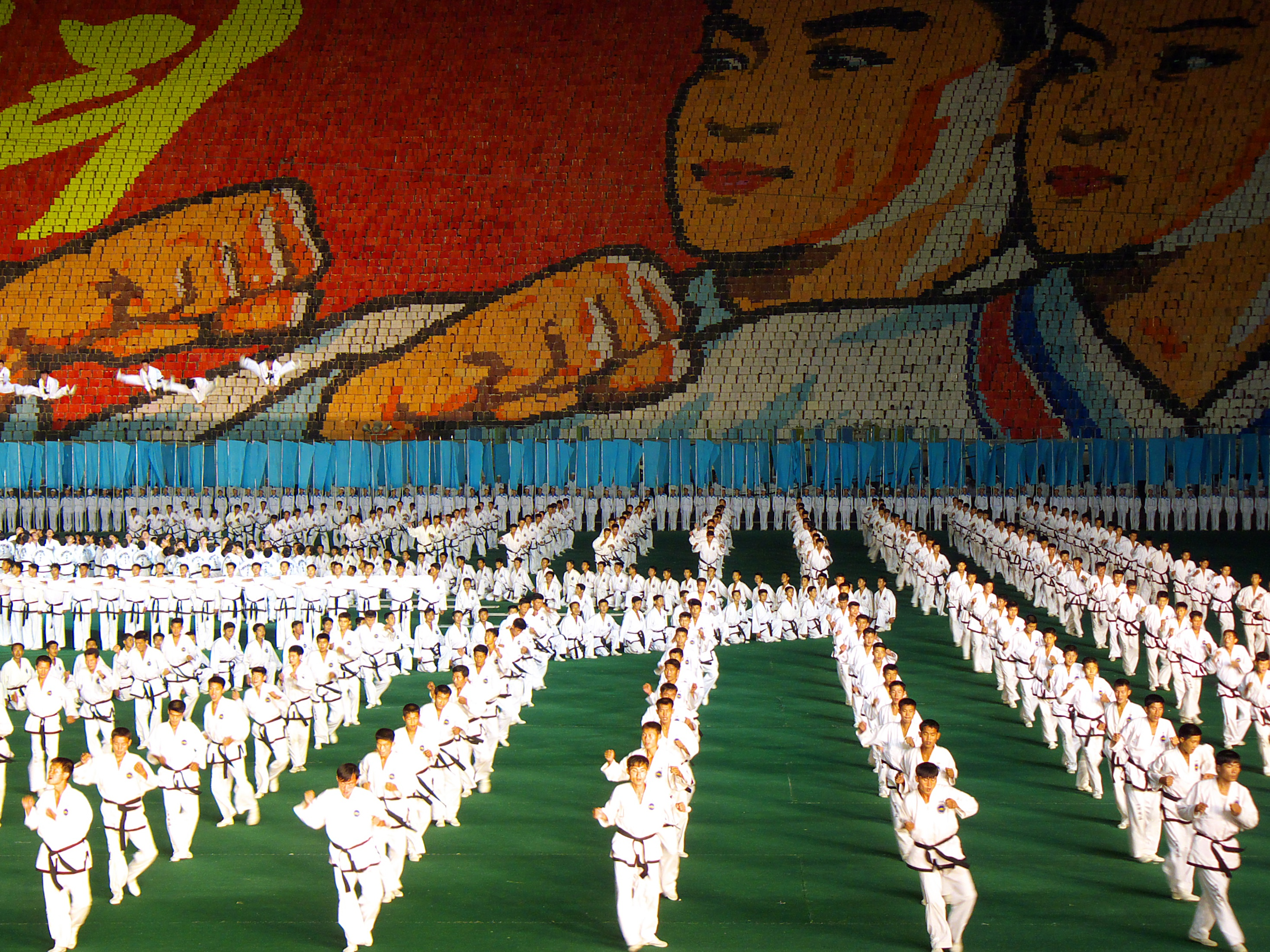
Pokaz synchroniczny układów formalnych, Korea Północna 2008

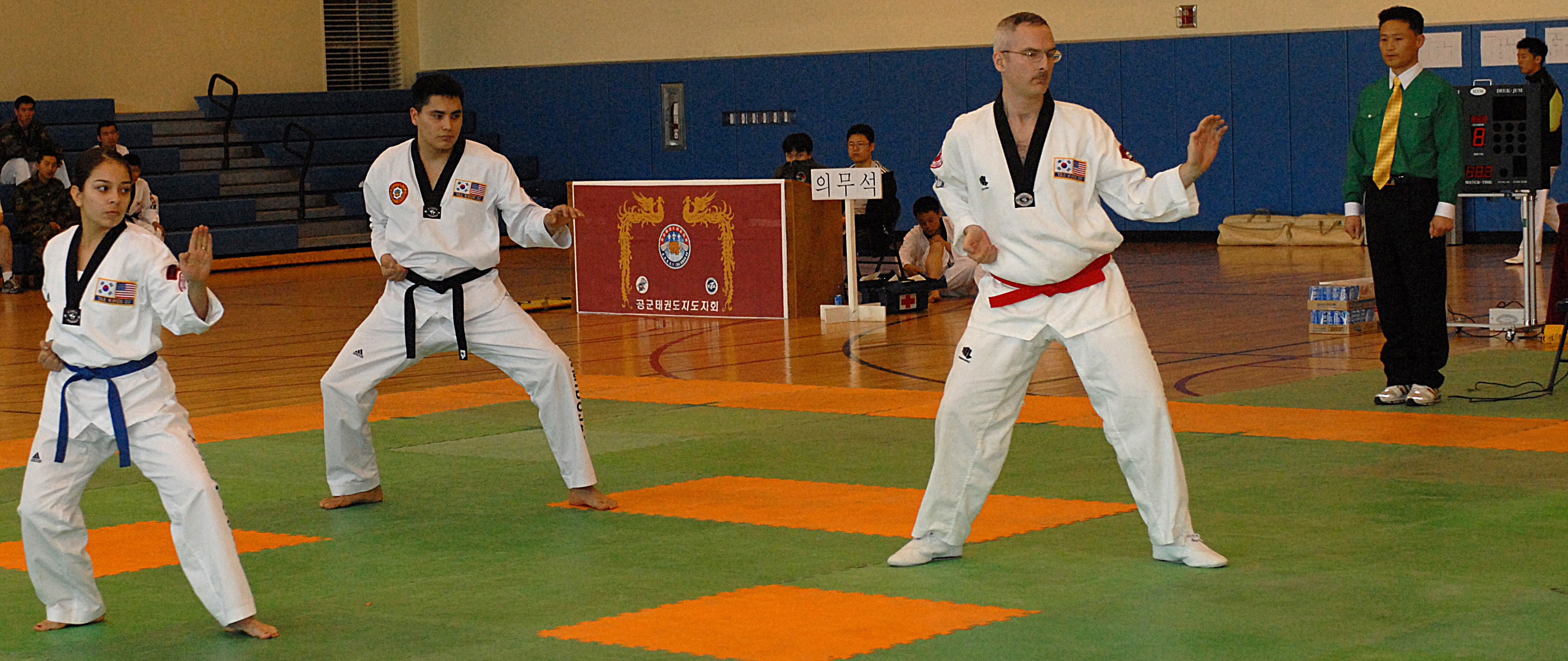
Poomse synchroniczne

Początkowo formami w WT były Palgue, zbliżone do form karate. Obowiązywały w wymaganiach na stopnie od 8 do 1 kup:
- Palgue Il Jang
- Palgue I Jang
- Palgue Sam Jang
- Palgue Sa Jang
- Palgue O Jang
- Palgue Yuk Jang
- Palgue Chil Jang
- Palgue Pal Jang

Poomse Taeguk (wymowa Te-gok) zastąpiły z czasem Palgue:
- Taeguk Il Jang – symbolizuje niebo (18 ruchów)
- Taeguk I Jang – symbolizuje radość (18 ruchów)
- Taeguk Sam Jang – symbolizuje ogień (20 ruchów)
- Taeguk Sa Jang – symbolizuje piorun (20 ruchów)
- Taeguk O Jang – symbolizuje wiatr (20 ruchów)
- Taeguk Yuk Jang – symbolizuje wodę (23 ruchy)
- Taeguk Chil Jang – symbolizuje górę (25 ruchów)
- Taeguk Pal Jang – symbolizuje ziemię (24 ruchy)

Poomse wymagane na poszczególne stopnie mistrzowskie noszą nazwy:
1. dan (Cho Dan)
- Koryo – Korea

2. dan (I Dan)
- Kumgang – Diament

3. dan (Sam Dan)
- Taebek – Góra (symbol kraju)

4. dan (Sa Dan)
- Pyongwon – Równina
- Sipjin – Dziesięć

5. dan (O Dan)
- Jitae – Ziemia
- Chonkwon – Niebo

6. dan (Yuk Dan)
- Hansu – Woda
- Ilyo – Jedność

### Układy formalne ITF
W ITF istnieją 24 układy formalne, mające symbolizować 24 godziny doby. Zdaniem gen. Choi Hong-hi “24 układy Taekwon-Do symbolizują 24 godziny doby, jeden dzień albo cale moje życie". Ta grupa układów określana jest jako tul, Chang-Hon hyong lub Chon-ji (od nazwy pierwszego z nich), a ich autorstwo przypisuje się mistrzom Nam Tae Hi i Han Cha Kyo.
Układy wymagane na stopnie uczniowskie (10–1 kup)
- Chon-ji Tul (19 ruchów) – „niebo-ziemia” symbolizuje początek i stworzenie świata, punkt początkowy w nauce taekwondo
- Dan-Gun Tul (21 ruchów) – nazwa pochodzi od świętego Dan Gun Wanggom, który uważany jest za legendarnego założyciela Korei w 2333 r. p.n.e.
- Do-San Tul (24 ruchy) – pseudonim patrioty Ahn Chang-Ho
- Won-Hyo Tul (28 ruchów) – nazwisko antycznego mnicha, propagatora buddyzmu z dynastii Silla VII w.
- Yul-Gok Tul (38 ruchów) – pseudonim XVI-wiecznego filozofa i nauczyciela Yi I, „Konfucjusza Korei”
- Joong-Gun Tul (32 ruchy) – nazwisko koreańskiego działacza politycznego An Jung-geun
- Toi-Gye Tul (37 ruchy) – pseudonim średniowiecznego naukowca i filozofa Yi Hwanga, żyjącego w XVI w.
- Hwa-Rang Tul (29 ruchów) [Hwarang] – grupa młodych arystokratów w dawnej Korei wychowywanych do późniejszej służby państwu.
- Choong-Moo Tul (30 ruchów) – pseudonim admirała Yi Soong-Si, wynalazcy antycznej łodzi podwodnej – kobukson

Podczas egzaminu na 1 dan obowiązują te same układy co na 1 kup.
Układy formalne na stopnie mistrzowskie (1–9 Dan):
- Kwang-Gae Tul – nazwisko XIX króla królestwa Goguryeo Kwang-Gae-Toh-Wang, który odzyskał dla Korei dużą część dawnych terenów z Mandżurią włącznie. 39 ruchów odnosi się do dwu pierwszych cyfr daty 391 n.e., tj. roku jego wstąpienia na tron.
- Po-Eun Tul – pseudonim XIV-wiecznego poety i badacza natury Jeong Mong-ju, którego poemat: „nie będę służył obcemu władcy, choćbyście mnie ukrzyżowali tysiąc razy” jest znany każdemu Koreańczykowi. Diagram układu (--) symbolizuje jego wierność władcy, aż do końca dynastii Koryo.
- Ge-Baek Tul – nazwisko generała z czasów księstwa Baekje. Diagram układu (linia pionowa) symbolizuje jego surową dyscyplinę
- Eui-Am Tul – pseudonim Son Byong Hi, przywódcy w walce o niepodległość narodową
- Choong-Jang Tul – pseudonim generała Kim Dung Ryang z czasów dynastii Lee (XIV w.)
- Ju-Che Tul – pojęcie filozoficzne określające człowieka jako byt w pełni władający sobą i naturą
- Sam-Il Tul – ruch narodowowyzwoleńczy zawiązany 1 marca 1919 r.
- Yoo-Sin Tul – nazwisko generała Kim Yoo Sin, naczelnego wodza z czasów dynastii Silla
- Choi-Yong Tul – nazwisko naczelnego dowódcy armii Choi Yong z czasów dynastii Koryo
- Yon-Gae Tul – nazwisko generała z czasów królestwa Goguryeo Yon Gae Somoon
- Ul-Ji Tul – nazwisko generała Ul-Ji Moon Dok, któremu powiodła się obrona kraju przed armią wroga liczącą ok. 1 miliona żołnierzy
- Moon-Moo Tul – imię 30. króla z dynastii Silla
- So-San Tul – pseudonim mnicha Choi Hyong Ung z czasów dynastii Lee, twórcy klasztornych sił zbrojnych dla wsparcia działań wojennych zmierzających do odparcia najazdu Japończyków na półwysep
- Se-Jong Tul – nazwisko największego koreańskiego króla, wynalazcy alfabetu koreańskiego w 1443 r.
- Tong-Il Tul – dosłownie „zjednoczenie”, wyraża pragnienie zjednoczenia Korei

### Układy formalne GTF
W GTF istnieje 30 układów formalnych. 24 z nich to układy ITF – z tym, że zamiast Juche powrócono do Ko-Dang
Układy formalne GTF:
- Jee-Sang
- Dhan-Goon
- Jee-Goo
- Ko-Dang (zamiast Juche)
- Jook-Am
- Pyong-Hwa
- Sun-Duk

## Nadbudowa
Zasady etyczne taekwondo według mistrza Choi Hong-hi:
1. grzeczność, uprzejmość (koreańskie yeui)
2. rzetelność, uczciwość (koreańskie yomchi)
3. wytrwałość (koreańskie innae)
4. samokontrola, opanowanie (koreańskie gukgi)
5. nieugięty duch, odwaga (koreańskie baekjul boolgool)

Przysięga Taekwon-Do ITF:
- Będę przestrzegał zasad taekwon-do.
- Będę szanował instruktora i osoby starsze stopniem.
- Nigdy nie będę nadużywał taekwon-do.
- Będę bronił wolności i sprawiedliwości.
- Będę rzecznikiem pokoju na świecie.

Taekwondo jest szeroko rozpowszechnioną na świecie sztuką walki. Styl ten charakteryzuje duża ilość kopnięć, w tym szczególnie widowiskowych technik z wyskoku. Opanowany na wysokim poziomie gwarantuje on pełne wykorzystanie siły i szybkości, na jakie stać ludzkie ciało.

## Rywalizacja sportowa

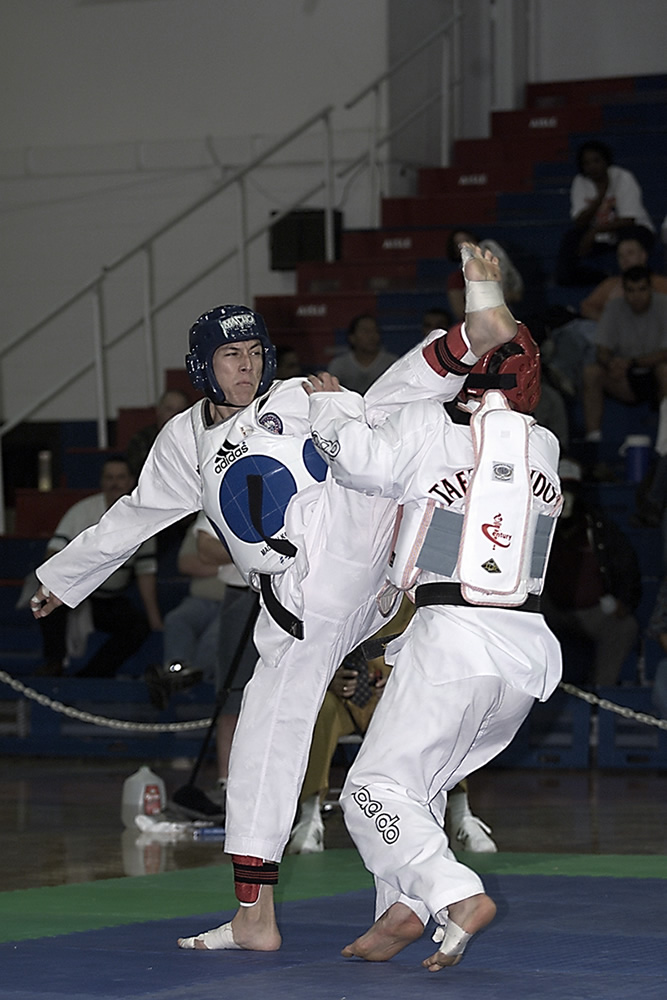
Walka w regulaminie WTF

### Różnice w regułach walk

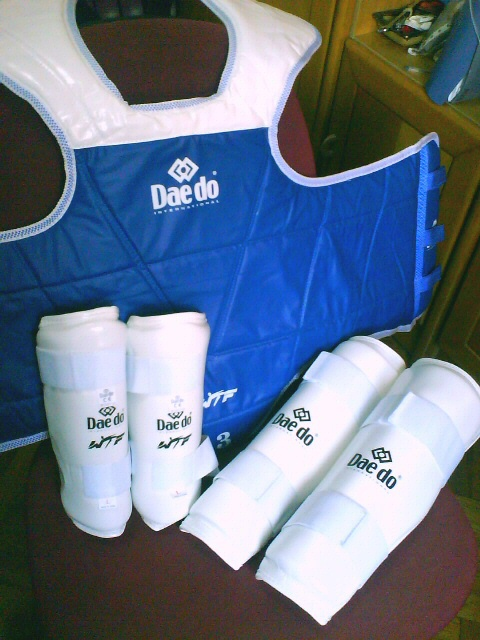
Zestaw ochraniaczy (na korpus, golenie i przedramiona) w regulaminie WTF

Podstawową różnica między stylami walki reprezentowanymi przez trzy główne organizacje taekwondo jest dopuszczanie przez regulaminy zawodów ITF i GTF na uderzanie pięścią (w rękawicy) w twarz, podczas gdy regulamin WTF dopuszcza na uderzenia w twarz zadawane tylko nogą (pięścią można uderzać tylko w korpus).
Na zawodach organizowanych przez organizacje ITF i GTF walczy się w tzw. lekkim kontakcie, a w zawodach organizowanych przez WTF w tzw. pełnym kontakcie, rozumianym tutaj jako dopuszczalność zadawania ciosów z pełną siłą, w odróżnieniu od formuły full contact w kick-boxingu. W zawodach organizowanych przez WTF istnieje możliwość wygrania walki poprzez KO (knock out), podczas gdy w ITF za stosowanie zbyt mocnych uderzeń, zawodnicy są karani bądź dyskwalifikowani.
Kolejną różnicą stanowi garda – w WTF, zależnie od stylu walki i sytuacji, występuje garda niska, chroniąca tułów (przybierana w pozycji gotowości), lub nie występuje wcale. Jest to wynikiem przepisów, gdzie uderzenie pięścią w twarz jest zabronione. W rezultacie zawodnicy stosują głównie kopnięcia, które są widowiskowe, silne i złożone koordynacyjnie. Taki system walki pozwolił jednocześnie stworzyć dyscyplinę całkowicie różną od dotychczasowych form kick-boxingu. W ITF, zależnie od stylu walki zawodnika i sytuacji, jest zbliżona do tej z boksu, kick-boxingu lub muay-thai (ręce są szerzej rozstawione niż w gardzie bokserskiej w celu ochrony przed kopnięciami obrotowymi). Spotyka się też gardę z opuszczoną nisko ręką przednią (ręka tylna jest na wysokości głowy). Wizualnie walka ITF przypomina walkę kick-boxingu w formule semi-contact.
W regulaminie ITF walki eliminacyjne seniorów składają się z dwóch dwuminutowych rund, w przypadku juniorów rundy trwają po 1,5 minuty. Według regulaminu WTF walki z trzech dwuminutowych rund. Przerwy między rundami trwają po minucie.
W walkach ITF powierzchnie uderzające stanowią: przednia i wierzchnia część pięści (apjuomuk, dungjoomuk) oraz każda część stopy do wysokości stawu skokowego. W WTF są to: przednia część pięści (pa-run ju-mok) – niezależnie od kąta, toru ruchu czy umiejscowienia pięści – i część nogi poniżej kostki. W obu regulaminach nie są dozwolone ataki golenią lub kolanem.
W ITF powierzchniami punktowanymi są przednie oraz boczne powierzchnie głowy i szyi, a także przednie oraz boczne powierzchnie tułowia od szyi do kolców biodrowych górnych przednich. W WTF dozwolone powierzchnie stanowią powierzchnie haechyo, sygnalizowanie niecelności trafienia przeciwnika (np. kopnięcie w rękę), celowe przedłużanie przerw w walce (np. poprawianie sprzętu, ospałe (powolne) reagowanie na komendy sędziego), podawanie ręki po komendzie sijak.

### Punktacja walki WTF
1. Legalne powierzchnie punktowe:
  1. cały tułów (poza kręgosłupem),

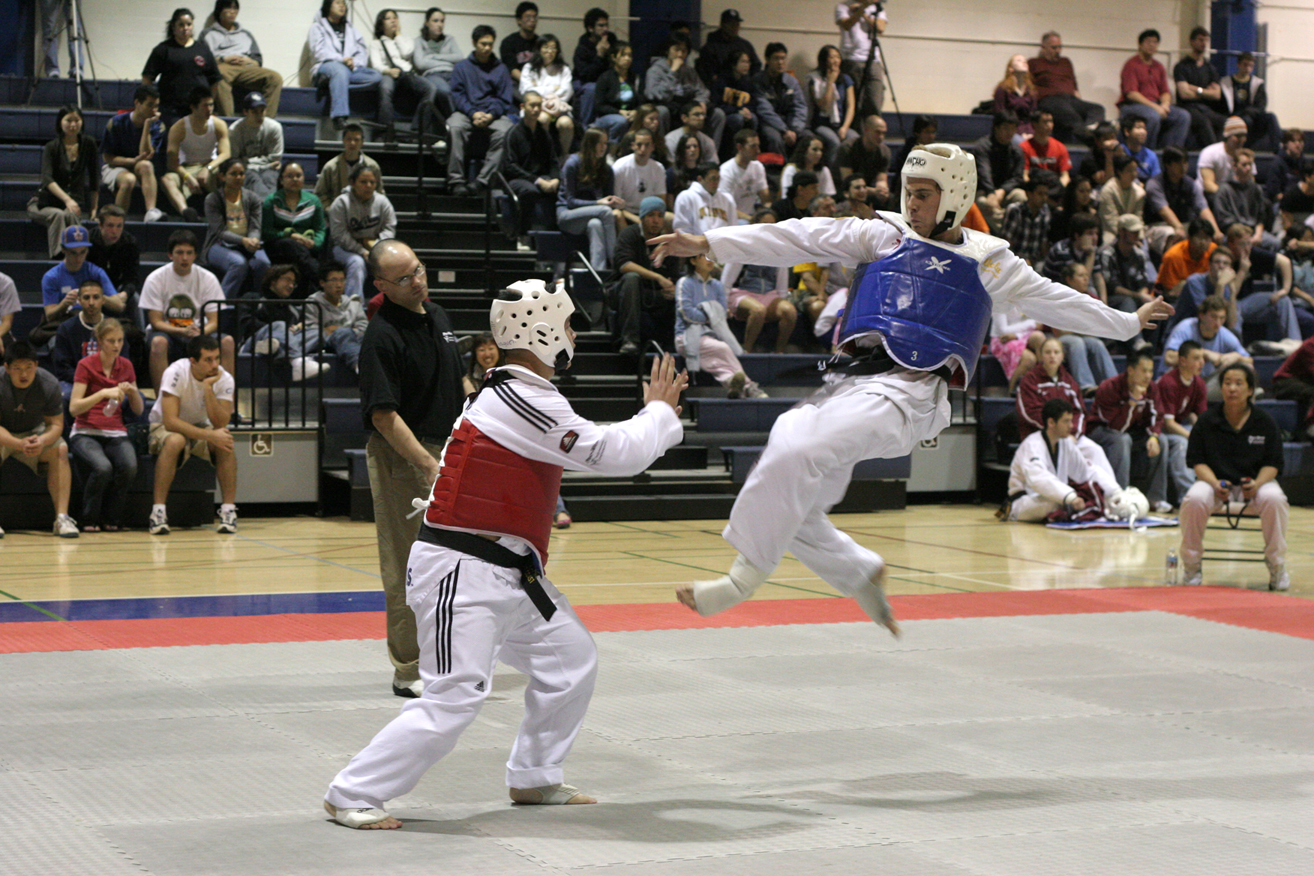
Walka w regulaminie WTF

  2. twarz: jej cała część, włącznie z uszami,
  3. reszta głowy
  4. tylna część głowy, oprócz klinczu
2. Ważne punkty są podzielone następująco:
  1. jeden (1) punkt za atak ręką na ochraniacz tułowia,
  2. dwa (2) punkty za kopnięcie na ochraniacz tułowia,
  3. cztery (4) punkty za kopnięcie obrotowe na ochraniacz tułowia
  4. trzy (3) punkty za kopnięcie na głowę,
  5. pięć (5) punktów za kopnięcie obrotowe na głowę.
  6. jeden (1) punkt za gam-jeon przeciwnika
3. Punkty są przyznawane, gdy dozwolone techniki są zadawane stopą dokładnie i silnie w legalne, punktowane okolice (powierzchnie) ciała.
4. W przypadku użycia kluczy sygnalizacyjnych lub kart punktowych za ważne uznane są punkty przyznane po rozpatrzeniu VR (video replay), lub przez trzech lub więcej sędziów punktowych.
5. O wyniku walki decyduje ilość wygranych rund.
6. Zwycięstwo w walce zależy od końcowej ilośći wygranych rund:
  1. zwycięstwo na punkty po zakończeniu dwóch lub trzech rund walki,
  2. zwycięstwo przez KO (knock out)
  3. zwycięstwo przez różnicę punktową: jeśli wystąpi różnica 12 punktów to runda zostaje zakończona (każda runda musi mieć zwycięzce)
  4. zwycięstwo rundy przez przewagę jeżeli zawodnik przeciwny uzyskał 5 punktów karnych (gam-jeom).
7. W przypadku remisu po zakończeniu każdej rundy sędziowie wskazują zwycięzce (wosekiro)
8. Gdy zawodnik zdobywa punkty poprzez nieprzepisową akcję, punkty takie powinny być anulowane przez sędziego pola walki.
9. Kary
  1. gam-jeom (dodanie punktu przeciwnikowi) zawodnik może być ukarany za: chwytanie przeciwnika; pchanie przeciwnika barkiem, ciałem, ramionami lub dłońmi (pchanie jest dozwolone, pod warunkiem, że po odepchnięciu zawodnik popchnięty nie wypadnie z pola walki); wychodzenie za pole walki; unikanie walki; upadanie; atakowanie kolanem lub celowe blokowanie kolanem lub łokciem; atakowanie pięścią twarzy; gestykulacja w celu wymuszania na sędziach punktu lub kary poprzez podnoszenie ręki itp.; niewłaściwe uwagi lub niestosowne zachowanie zawodnika lub jego sekundanta zawodnik może być ukarany za: atakowanie leżącego przeciwnika; celowy atak po komendzie „kalyeo” (przerwać); atakowanie twarzy przeciwnika ręką lub pięścią; uderzenie głową; rzucenie przeciwnika; brutalne i ekstremalne zachowanie lub uwagi ze strony zawodnika lub jego sekundanta

## Turnieje międzynarodowe Taekwondo WTF

### Igrzyska Olimpijskie

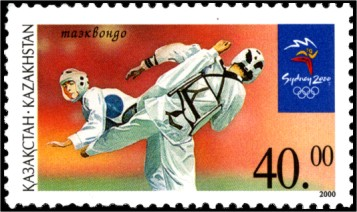
Kazachski znaczek pocztowy, Taekwondo, Letnie Igrzyska Olimpijskie, Sydney 2000

#### Kalendarium
Droga taekwondo do igrzysk olimpijskich
- 16 września 1961 – powstanie Koreańskiego Związku Taekwondo (KZT).
- 23 lutego 1963 – KZT wchodzi w skład Koreańskiego Związku Sportu Amatorskiego.
- 30 listopada 1972 – otwarcie Kukkiwon.
- 25 maja 1973 – pierwsze mistrzostwa świata taekwondo.
- 28 maja 1973 – powstanie World Taekwondo Federation (WTF).
- 18 października 1974 – pierwsze mistrzostwa Azji taekwondo WTF.
- 5 października 1975 – WTF wchodzi w struktury GAISF.
- 9 kwietnia 1976 – taekwondo WTF wchodzi w skład zawodów CISM.
- 17 lipca 1980 – w trakcie 83 Zgromadzenia Ogólnego MKOl uznaje WTF jako swojego członka, a taekwondo jako dyscyplinę o zasięgu międzynarodowym.
- 3 lipca 1986 – pierwszy puchar świata taekwondo WTF, rozegrany w Colorado Springs.
- 30 października 1986 – taekwondo WTF uczestniczy na X Igrzyskach Azjatyckich w Seulu.
- 19 listopada 1986 – pierwsze uniwersyteckie mistrzostwa świata taekwondo WTF zorganizowane przez FISU.
- 9 sierpnia 1987 – taekwondo uczestniczy w X Igrzyskach Panamerykańskich w Indianapolis.
- 7 października 1987 – pierwsze mistrzostwa świata kobiet w taekwondo WTF w Barcelonie.
- 17-20 września 1988 – debiut taekwondo WTF jako dyscyplina pokazowa na XXIV Letnich Igrzyskach Olimpijskich w Seulu.
- 20 lipca-2 sierpnia 1992 – taekwondo WTF jako dyscyplina pokazowa na XXV Letnich Igrzyskach Olimpijskich w Barcelonie.
- 27-28 lipca 1994 – taekwondo WTF uczestniczy w Igrzyskach Dobrej Woli w Sankt Petersburgu.
- 4 września 1994 – w trakcie 103 Zgromadzenia Ogólnego MKOL w Paryżu, taekwondo WTF zostało uznane za pełnoprawną dyscyplinę olimpijską.

Od igrzysk olimpijskich w Sydney (2000), Taekwondo WTF jest pełnoprawnym sportem olimpijskim.
Walki olimpijskie w Taekwondo WTF odbywają się w następujących kategoriach wagowych:
- kobiety: do 49, do 57, do 67 i powyżej 67 kg.
- mężczyźni: do 58, do 68, do 80 i powyżej 80 kg.

Z uwagi na odmienne kategorie wagowe na IO i mistrzostwach świata czy kontynentalnych do Igrzysk Olimpijskich rozgrywane są turnieje kwalifikacyjne: 1 światowy oraz kontynentalne.

#### Reprezentacja Polski
W Seulu (1988) Polskę reprezentowali: Wojciech Kowalski, Mariusz Zdonek i Piotr Radke.
W Sydney (2000) Polska nie była reprezentowana w żadnej kategorii.
W Atenach (2004) Polska była reprezentowana w kategorii do 57 kg przez Aleksandrę Uścińską z Poznania. W pierwszej walce (1/8 finału) Polka przegrała na punkty 2:11 z Hiszpanką Sonią Reyes. Trenerem zawodniczki był Lee Soo Kwang.
W Pekin (2008) Polska nie była reprezentowana w żadnej kategorii.
W Londynie (2012) Polska była reprezentowana w kategorii do 68 kg przez Michała Łoniewskiego, który przegrał swoją walkę (1/8 finału) z reprezentantem Afganistanu Romullahem Nikpahem 5:12. Trenerem zawodnika był Tomasz Pyciarz.
W Rio (2016) Polska była reprezentowana w kategorii do 68 kg przez Karola Robaka i w kategorii do 80 kg przez Piotra Pazińskiego. W pierwszej walce (1/8 finału) Robak pokonał Senegalczyka Balla Dièye 15:12, w kolejnej walce (1/4 finału) uległ Belgowi Jaouad'owi Achab'owi 7:9. W pierwszej walce (1/8 finału) Paziński przegrał z reprezentantem Wybrzeża Kości Słoniowej (późniejszym złotym medalistą IO) Cheickiem Sallahem Cissé 2:8. Jednak wraz z dostaniem się reprezentanta WKS do finału zakwalifikował się do repasaży o brązowy medal. W kolejnej walce (1/4 finału) Paziński pokonał Niemca Tahira Güleça 6:5, a w walce o brązowy medal uległ Azerowi Miladowi Beigi Harcheganiemu 0:12. Trenerami zawodników byli Waldemar Łakomy i Tomasz Pyciarz.

### Igrzyska Europejskie
Taekwondo WTF jest dyscypliną Igrzysk Europejskich, organizowanych przez Europejski Komitet Olimpijski na wzór igrzysk azjatyckich, afrykańskich czy panamerykańskich.
W Baku (2015) Polskę reprezentowało 6 osób: Aleksandra Krzemieniecka, Aleksandra Kowalczuk, Eryk Rodzik, Piotr Paziński, Piotr Hatowski oraz Karol Robak, który zdobył srebrny medal w kategorii do 68 kg.

### Mistrzostwa świata
Mistrzostwa świata w Taekwondo WTF rozgrywane są co dwa lata od 1973. Udział kobiet w mistrzostwach odbywa się od 1987. Brązowy medal mistrzostw świata w 2001 zdobył Marcin Chorzelewski w kategorii do 78 kg.
| Rok  | Data                          | Gospodarz                      | Miejsce                      | Grupowe mistrzostwo mężczyzn | Grupowe mistrzostwo kobiet |
| ---- | ----------------------------- | ------------------------------ | ---------------------------- | ---------------------------- | -------------------------- |
| 1973 | 25–27 maja                    | Seul, Korea Południowa         | Kukkiwon Gymnasium           | Korea Południowa             |                            |
| 1975 | 28–31 sierpnia                | Seul, Korea Południowa         | Jangchung Gymnasium          | Korea Południowa             |                            |
| 1977 | 15–17 września                | Chicago, Stany Zjednoczone     | International Amphitheatre   | Korea Południowa             |                            |
| 1979 | 26–28 października            | Stuttgart, RFN                 | Sports Hall Sindelfingen     | Korea Południowa             |                            |
| 1982 | 24–27 lutego                  | Guayaquil, Ekwador             | Coliseo Cerrado              | Korea Południowa             |                            |
| 1983 | 20–23 października            | Kopenhaga, Dania               | Brøndby Hallen               | Korea Południowa             |                            |
| 1985 | 4–8 września                  | Seul, Korea Południowa         | Jamsil Gymnasium             | Korea Południowa             |                            |
| 1987 | 7–11 października             | Barcelona, Hiszpania           | Palau dels Esports           | Korea Południowa             | Korea Południowa           |
| 1989 | 9–14 października             | Seul, Korea Południowa         | Jamsil Gymnasium             | Korea Południowa             | Korea Południowa           |
| 1991 | 28 października – 3 listopada | Ateny, Grecja                  | Peace and Friendship Stadium | Korea Południowa             | Korea Południowa           |
| 1993 | 19–23 sierpnia                | Nowy Jork, Stany Zjednoczone   | Madison Square Garden        | Korea Południowa             | Korea Południowa           |
| 1995 | 17–21 listopada               | Manila, Filipiny               | Folk Arts Theater            | Korea Południowa             | Korea Południowa           |
| 1997 | 19–23 listopada               | Hongkong, Chiny                | Hong Kong Coliseum           | Korea Południowa             | Korea Południowa           |
| 1999 | 2–6 czerwca                   | Edmonton, Kanada               | Butterdome                   | Korea Południowa             | Korea Południowa           |
| 2001 | 1–7 listopada                 | Czedżu, Korea Południowa       | Halla Indoor Gymnasium       | Korea Południowa             | Korea Południowa           |
| 2003 | 24–28 września                | Garmisch-Partenkirchen, Niemcy | Olympia-Eissport-Zentrum     | Korea Południowa             | Korea Południowa           |
| 2005 | 13–17 kwietnia                | Madryt, Hiszpania              | Palacio de Deportes          | Korea Południowa             | Korea Południowa           |
| 2007 | 18–22 maja                    | Pekin, Chiny                   | Changping Gymnasium          | Korea Południowa             | Korea Południowa           |
| 2009 | 14–18 października            | Kopenhaga, Dania               | Ballerup Super Arena         | Korea Południowa             | Chiny                      |
| 2011 | 1–6 maja                      | Gyeongju, Korea Południowa     | Gyeongju Indoor Stadium      | Iran                         | Korea Południowa           |
| 2013 | 15–21 lipca                   | Puebla, Meksyk                 | Exhibition Center of Puebla  | Korea Południowa             | Korea Południowa           |
| 2015 | 12–18 maja                    | Czelabińsk, Rosja              | Traktor Arena                | Iran                         | Korea Południowa           |
| 2017 | 22–30 czerwca                 | Muju, Korea Południowa         | Taekwondowon                 |                              |                            |

### Uniwersjada
| Uniwersjada | Rok  | Gospodarz                 | Miejsce                                 |
| ----------- | ---- | ------------------------- | --------------------------------------- |
| XXII        | 2003 | Daegu, Korea Południowa   | Daegu Universiade Park                  |
| XXIII       | 2005 | Izmir, Turcja             | İzmir University Sport Complex          |
| XXIV        | 2007 | Bangkok, Tajlandia        | Thammasat University                    |
| XXV         | 2009 | Belgrad, Serbia           | Belgrade Fair                           |
| XXVI        | 2011 | Shenzhen, Chiny           | Shenzhen Convention & Exhibition Center |
| XXVIII      | 2015 | Gwangju, Korea Południowa | Chosun University Gym                   |
| XXIX        | 2017 | Tajpej, Chińskie Tajpej   |                                         |
| XXX         | 2019 | Neapol, Włochy            |                                         |

## Komendy i polecenia
Taekwondo uważane jest za dziedzictwo kulturowe Korei, dlatego na treningu oraz na zawodach stosuje się przeważnie terminologię oryginalną, w języku koreańskim.
W taekwondo używane są komendy i polecenia w języku koreańskim, podstawowe z nich zaprezentowano w poniższej tabeli.
| Latynizacja | Hangul    | Znaczenie                      |
| ----------- | --------- | ------------------------------ |
| Klepange    | 차렷      | Klepanie po pośladkach         |
| Kyongle     | 경례      | Ukłon                          |
| Baro        | 바로      | Powrót                         |
| Shwieo      | 쉬어      | Spocznij (relaks)              |
| Kihap       | 기합      | Okrzyk                         |
| Junbi       | 준비      | Przygotować się                |
| Shijak      | 시작      | Start                          |
| Gallyeo     | 갈려      | Przerwa                        |
| Gyesok      | 계속      | Kontynuować                    |
| Guman       | 그만      | Zatrzymać (stop)               |
| Dwiro dora  | 뒤로 돌아 | Obrót przez plecy (180 stopni) |
| Haesan      | 해산      | Odwołać                        |